# Пиер Вейрон
Пиер Вейрон (на френски: Pierre Veyron, 1 октомври 1903 – 1970) е френски автомобилен състезател от 1933 до 1953 г. През 1939 г. печели автомобилното състезание за издръжливост 24-те часа на Льо Ман, зад волана на Bugatti „Type 57“, в тандем с Жен-Пиер Вимил.
В негова чест компанията за производство на луксозни автомобили „Bugatti“ наименува своя модел „Bugatti Veyron“, която със своите 1000 к.с. е най-мощният и скъп сериен автомобил в света (с цена около 1 млн. евро, без таксите).